# Technische Universität Zhejiang

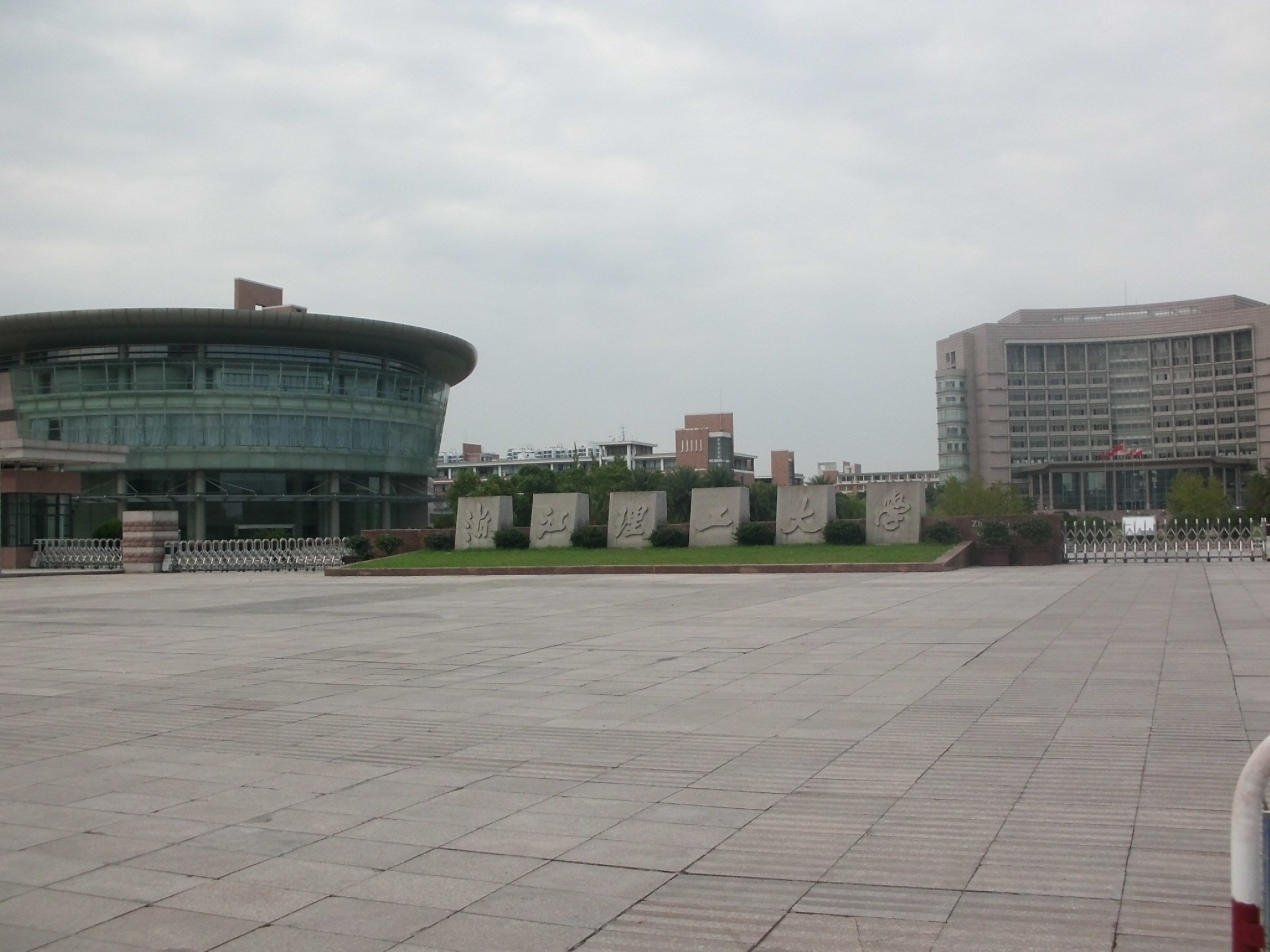

Die Technische Universität Zhejiang (Chinesisch: 浙江理工大学, Pinyin: Zhèjiāng lǐgōng dàxué), engl. Zhejiang Sci-Tech University, abgekürzt ZSTU, ist eine technische Universität in Hangzhou, der Hauptstadt der chinesischen Provinz Zhejiang. Sie hat ca. 26.000 Studierende und 1800 akademische Mitarbeiter.

## Geschichte
1897 wurde die „Akademie für Seidenbau“ gegründet, dies war die Vorläuferinstitution. Seit 1995 hat sie das Promotionsrecht und wurde im gleichen Jahr für Studierende aus Hongkong, Macau, Taiwan und aus dem Ausland geöffnet. Nach mehreren Umbenennungen (u. a. „Hochschule für Seidenindustrie Zhejiang“, „Hochschule für Ingenieurwesen Zhejiang“) bekam sie schließlich am 21. Mai 2004 ihren heutigen Namen.